# فورت کارولین

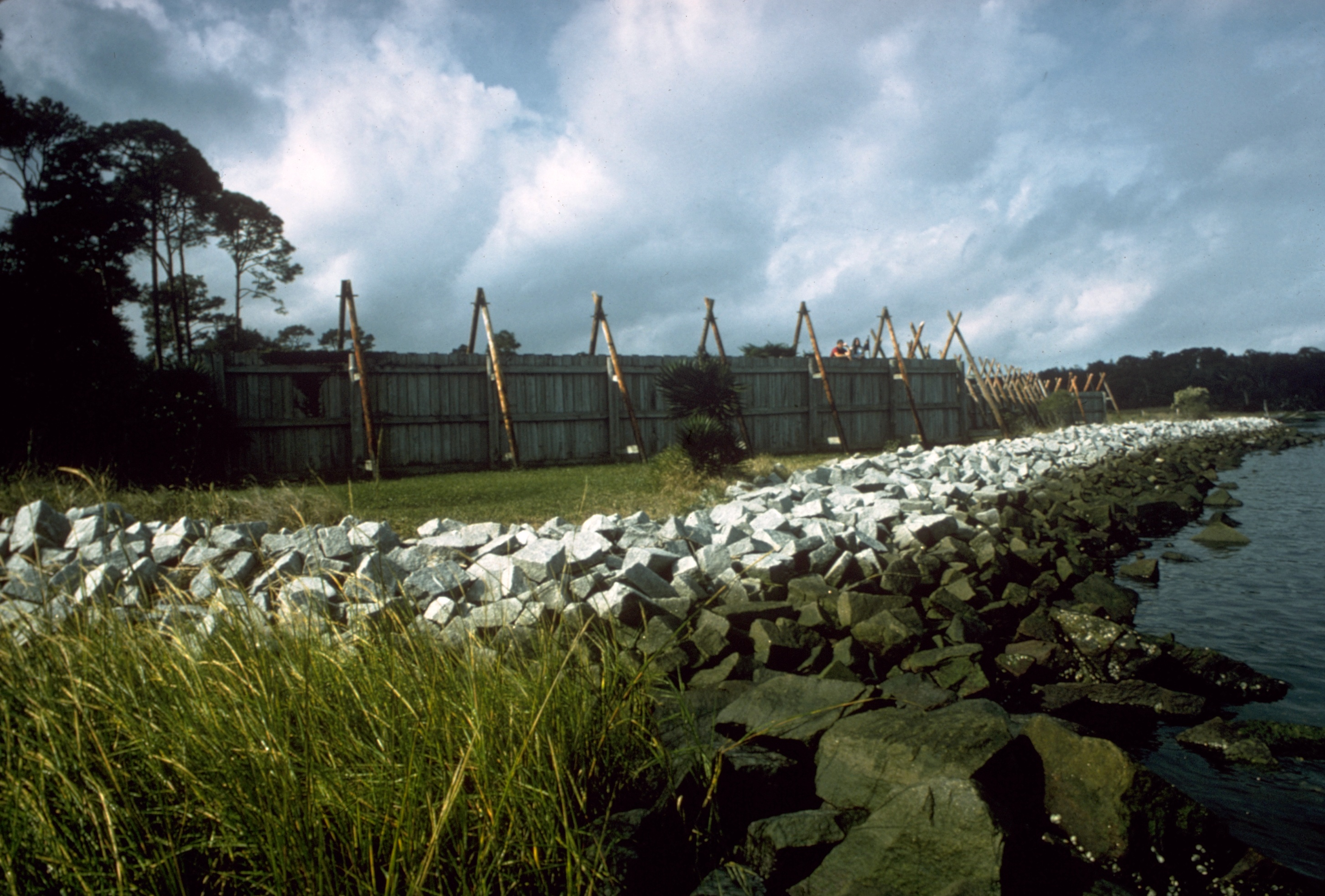
پرچین‌های کنارهٔ دریای یادبود ملی فورت کارولاین

فورت کارولین (به فرانسوی: Fort Caroline) نخستین مستعمره فرانسه در ایالات متحده کنونی بود. امروزه در جای آن جکسنویل، فلوریدا جای‌دارد. تاریخ بنیاد فورت کارولین به ۲۲ ژوئن ۱۵۶۴ بازمی‌گردد. فورت کارولین در پی جنگ‌های مذهبی در اروپا پناهگاه پرتستان‌های فرانسوی بود. یک سال پس از برپایی‌اش این مستعمره به دست اسپانیاییان از میان رفت.
از ۱۹۵۳ در جای آن یادبود ملی فورت کارولاین(به انگلیسی: Fort Caroline National Memorial) برپا گشت.